# 斯萊奇島
斯萊奇島是美國的島嶼，由阿拉斯加州負責管轄，位於蘇厄德半島對開8.5公里的白令海，長2.8公里、寬1.5公里，該島在1788年8月5日被英國探險家詹姆斯·庫克命名。

## 外部連結
- USGS-GNIS
- Birdlife
- Picture of the island from the air
- Martin Sauer's voyages （页面存档备份，存于）

64°29′9.02″N 166°12′35.12″W / 64.4858389°N 166.2097556°W